# Vindblotta

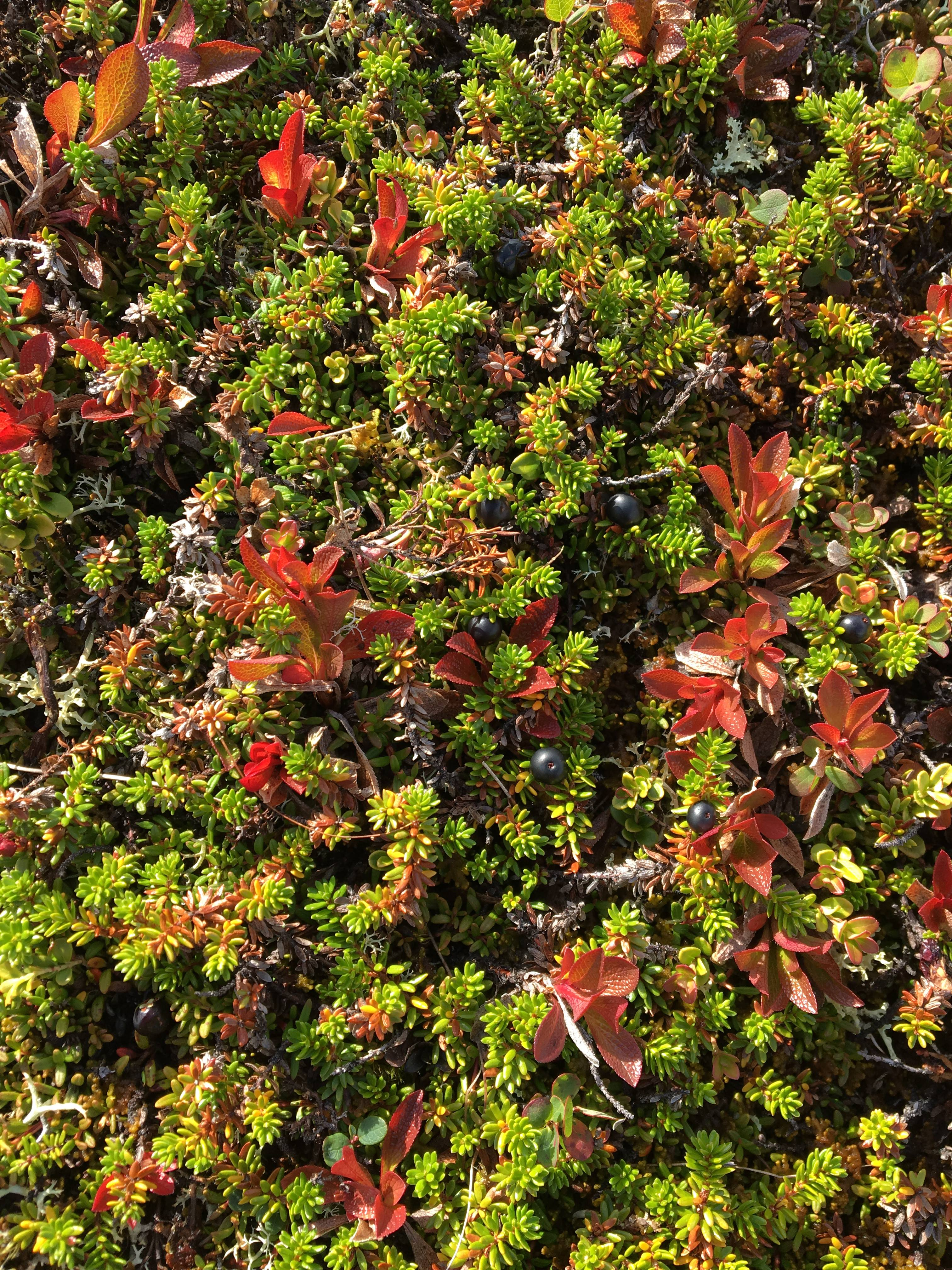
Typisk växtlighet på vindblotta, bland annat kråkbär.

En vindblotta är en plats på fjället där marken är utsatt för blåst. På grund av vinden är marken endast täckt av ett tunt lager av snö på vintern, och ibland ingen snö alls. Snön fungerar som ett skydd för marken och växterna. Växterna på vindblottan är därför utsatta för låga temperaturer, skadlig solupphettning och skadliga vindar som både torkar ut växterna och skadar vilande knoppar. Ett tunt snötäcke leder också till att växternas vegetationsperiod blir längre än de växter som har ett tjockt snötäcke över sig. Det är endast den härdigaste växtligheten som klarar av att leva på vindblottorna. På våren utsätts de för frosttorka. Bland de härdiga arter som växer på vindblottor märks krypljung  och fjällgröna, ris som lingon, odon, kråkbär, ripbär och, i vissa områden, mjölon, samt exempelvis styvstarr och klynnetåg. Bland lavarna märks främst snölav.